# Ювіт
Ювіт (рос. ювит, англ. juvite, нім. Juwit m) — гірська порода, різновид нефелінового сієніту, що майже зовсім не містить альбіту.

## Опис
Ювіт основному складений із ортоклазу (50 %) та нефеліну (близько 35 %); з кольорових мінералів присутній егірин-авгіт (деколи біотит).

## Розповсюдження
На території України присутній у Новопавловській та Покрово-Киріївській структурах.